# Domaines d'action
 (août 2023).
Les domaines d'action constituent une classification de l'activité physique humaine  développée en France par le groupe technique disciplinaire (GTD) pour l'éducation physique et sportive dans les années 1990. Inspirés d'un approche formaliste dans la didactique de l'éducation physique et sportive, ils n'ont pas été conservés en l'état pour présenter les classifications dans l'enseignement de l'EPS (textes officiels). 
Une présentation résumée peut en être la suivante :
- Domaine 1 : Actions dans un environnement physique stable
- Domaine 2 : Actions à visées esthétiques et expressives
- Domaine 3 : Actions d’oppositions individuelles
- Domaine 4 : Actions de coopération et d’opposition
- Domaine 5 : Actions dans un environnement physique porteur d’incertitude

## Histoire et actualité d'un concept
(L'évolution des objets d'enseignement et de leur construction peut se consulter au chapitre la place des textes officiels dans la didactique de l'éducation physique et sportive.)
L'idée de classification des activités physiques, sportives et artistiques (APSA) en fonction d'un effet attendu est présente dans les instructions officielles de 1967, même si on ne peut pas y trouver là l'invention de cette orientation envers les APSA comme référentielles : « Classement des activités physiques et sportives selon les finalités auxquelles elles sont plus particulièrement adaptées » (exemples du rangement de la natation et de l'athlétisme classés dans la « maîtrise du milieu », de la gymnastique dans la « maîtrise du corps » et les sports collectifs, de combat ou la danse sous les « qualités psychologiques et rapport à autrui »). 
À partir des maîtrises, comme le formulait Justin Teissié : « la maîtrise des déplacements, du corps propre, des engins et des oppositions », et d'approches structurales, comme celle de Pierre Parlebas, un regard transversal nouveau peut être posé sur la nature des acquisitions en EPS. Il ne sera que peu développé par les instructions officielles de 1985 qui gardent toutefois l'angle effets recherchés.
Les domaines d'action sont édités dans un document non officiel le 23 février 1993, l'enquête pour une écriture concertée des propositions de programmes en EPS. Il a été communiqué à chaque établissement scolaire et sa lecture a été suivie de réunions académiques de concertations pour des retours contributifs.
Cette approche développe l'idée que les activités physiques sont un moyen au service d'intentions éducatives (pour quelques éléments historiques : la place des textes officiels dans la didactique de l'éducation physique et sportive). Le choix de celles-là peut se faire en fonction des « effets attendus sur le développement des conduites motrices ».
Après une existence officielle dans un texte sur l'évaluation au baccalauréat, l'arrêté du 22 novembre 1995 adopte pour le choix des activités physiques et sportives l'expression de « nature différente » qui renvoie à l'idée d'essence d'une activité. La notion de « conduite motrice » est relayée par celle d'« activités ». L'enquête pour l'écriture concertée n'ayant pas abouti à la conservation de cette classification dans les textes des programmes ultérieurs (collèges, 1996, puis lycées à partir de 1999), les domaines d'action n'ont donc eu cette existence institutionnelle qu'au travers du texte baccalauréat du 24 mars 1993. C'est dans le programme EPS de l'école primaire de 1995 que la notion de domaine d'action restera référencée jusqu'à un recul dans le texte de 2002.
Mais l'approche sous-tendue est partie de l'évolution des idées en EPS jusqu'à aujourd'hui. La formulation des compétences culturelles pour les programmes du lycée par exemple, et leur reprise dans le programme collège de 2008, en vigueur à la rentrée 2009, sous la forme des « compétences propres à l'EPS » témoignent, d'une certaine manière, d'une forme de référence à cette orientation qui reste possible dans la lecture des textes officiels. Un classement des « activités physiques sportives et artistiques » pour la programmation de celles-ci les range par « mise en relation » avec les « compétences propres à l'EPS » et les huit « groupes d'activités ». Une correspondance similaire avait été le fait d'une même évolution conceptuelle dans la formulation des programmes lycées et dans celle de ceux de la voie technologique…
Cette forme récente d'organisation conceptuelle avait été mise en perspective avec l'introduction du neuvième « groupe d'APSA » (activités physiques d'entretien et de développement de la personne, qui sont à la limite d'en être) dans le programme des classes préparatoires aux grandes écoles. Il s'agissait alors de mise en correspondance de « groupe » d'activités avec des « compétences » pas encore rassemblées sous la formulation de « l'efficacité personnelle », puis de la « composante culturelle » comme cela s'est construit entre 1999 et 2000 avant les textes officiels de 2008 et 2009 (respectivement collège et voie professionnelle).
La perspective d'unification du vocabulaire perceptible dans les orientations récentes s'est faite dans une mise en conformité avec les autres disciplines par une accommodation des idées existantes ainsi que des tendances et influences institutionnelles ; il a fallu que chaque nouveau texte EPS « intègre les éléments relatifs à la loi n° 2005-380 du 23 avril 2005, loi d’orientation et de programme pour l’avenir de l’École, au socle commun des connaissances et des compétences. Il s’inscrit dans le cadre commun retenu pour la rédaction de tous les programmes des enseignements généraux et professionnels. ».
Cette histoire est celle, récente, de la discipline ; elle reste celle d'un compromis de tendances historiques entre par exemple « culturalisme », sur le versant de l'activité telle que socialement visible, vécue ou incorporée, et « formalisme » sur celui du domaine d'action ou de la conduite motrice.

## Formulation
Une présentation détaillée a été fournie à l'ensemble de la profession éducation physique par la publication auprès de chaque établissement scolaire de l'Enquète pour une écriture concertée des propositions de programmes en APS. La présentation qui en est faite est la suivante : « L’observation des pratiques physiques et sportives permet de distinguer cinq catégories de situations motrices éducatives dont les traits dominants correspondent à cinq domaines d’action » .
- 1 :

actions motrices mobilisant des ressources énergétiques et optimisant leurs mises en œuvre. Elles sont mesurables au regard du temps, de l’espace, ou des deux à la fois, dans un environnement dont les paramètres stables ou aménagés pour l’être excluent les facteurs aléatoires extérieurs à l’individu.
- 2 :

actions motrices incluant le maîtrise de formes, de rythmes, d'objets ou d'engins et auxquelles le sujet, à travers différents registres d'expression esthétiques, donne une signification ou traduit une impression destinée à être perçue par autrui.
- 3 :

actions motrices organisant dans une situation codifiée un affrontement interindividuel. Les situations ainsi créées appellent, à la fois, la maîtrise des techniques d’opposition à un adversaire, des qualités d’anticipation et la volonté de vaincre.
- 4 :

actions motrices organisant, dans une situation codifiée et dans un contexte de coopération, un affrontement intercollectif et faisant intervenir des qualités d’anticipation individuelles et collectives ainsi que la volonté de gagner.
- 5 :

actions motrices caractérisées par des déplacements dans un environnement naturel, ou le reproduisant, sources d’incertitude. Elles organisent des conduites adaptatives en interaction avec les éléments propres aux milieux de pleine nature. Elles sollicitent des ressources diversifiées.
Le domaine 2, « mobilise une motricité différente car elle fait appel non seulement à l’imagination mais elle "donne une signification ou traduit une impression destinée à être perçue par autrui" »

## Perspectives et épistémologie
La formulation des programmes de l'éducation physique pour les classes de l'école primaire en 2002 était restée localement inspirée par cette approche. Les textes suivants ont abandonné la référence aux domaines.
Les programmes EPS pour le second cycle présentent dans la formulation des compétences l'actualisation de cette conception en termes d'effets attendus dans la présentation des compétences méthodologiques plus particulièrement. De façon plus générale, la perspective d'enseigner en fonction de compétences visées peut s'entendre comme participant d'une approche par les « effets visés » selon la nature des acquisitions attendues (habiletés motrices versus savoirs fondamentaux) . Leur évolution (années 1999-…) montre une forme d'évolution sans références explicite à la « conception domaines ». Nous avons noté le parallélisme possible (risqué d'un certain point de vue) que l'on peut faire entre certaines formulations des compétences et les étiquettes des domaines d'action ; la différence d'approche pouvant s'illustrer soit du point de vue d'une entrée privilégiée dans la réflexion pédagogique par l'un des pôles du Triangle pédagogique (celui du savoir ou de l'élève), soit par les contenus d'apprentissage, sur la relation élève savoir. Du côté du savoir pourraient se rencontrer une culture des produits sociaux que sont les APS potentiellement éducatives et pleines de sens pour l'élève, mais aussi, des savoirs fondamentaux, plus abstraits, voire transversaux ou communs à différentes APS, alors rapprochées selon des traits pertinents d'une logique commune. Cette dernière partition signification-abstraction opposerait énergie et structure alors que celles-ci semble complémentaire de l'efficacité d'apprendre.
Les domaines d'action s'entendent comme classification d'action motrices en fonction d'effets attendus en termes d'apprentissage ou de transformation. Si l'EPS apprend des compétences, considération peut-être réductrice, on n'est pas surpris de l'analogie de contenu retrouvée précédemment entre certaines compétences et domaines, analogie à mettre en rapport avec soit une relation nécessaire de l'élève au monde qui l'entoure, lui préexiste ; soit une possibilité de considérer celui-ci indépendamment de celui-là, c'est-à-dire le sujet comme isolable "épistémologiquement". Compétences et domaine se rejoignent pour préciser le contenu de l'efficacité, la première du point de vue de la  description de la mobilisation de savoirs en fonction d'une situation qui, elle, peut être décrite au moyen de l'autre (le classement opéré au moyen de cette dernière pouvant se comprendre comme une réduction modélisatrice à des fins de compréhension).